# Liplje (Postojna, Slovenija)
Liplje je naselje u slovenskoj Općini Postojni. Liplje se nalazi u pokrajini Notranjskoj i statističkoj regiji Notranjsko-kraškoj. 

## Stanovništvo
Prema popisu stanovništva iz 2002. godine naselje je imalo 29 stanovnika.